# 邁爾矩陣法
邁爾矩陣法（Maier's matrix method）是一種由Helmut Maier開發出來的解析數論技巧，這技巧可用以證明說質數分布具有特定性質的自然數區間的存在性。特別地，這技巧被用以證明邁爾定理(Maier 1985)及相鄰質數具有大區間的質數鏈的存在性。(Maier 1981)這方法利用對算數數列中質數分布的估計來證明特定質數數量已為人所了解的大區間的存在性，而從中可推得說至少一個這樣的區間包含有著滿足所要求的分布的質數。

## 方法
在這方法中，首先先選取一個質數階乘，然後藉此建構出一個區間，而該區間中，與該質數階乘互質的整數分布概況是已為人所充分掌握的。然後透過在這區間加上該質數階乘的倍數的各種變換，可得一個整數陣列（矩陣）。在這陣列中，橫行整體構成原始區間經變換後的各種區間，而直列是公差為該質數階乘的算術數列。
藉由狄利克雷定理可知當且僅當在原始區間中的整數與該質數階乘互質時，直列會包含許多質數。最後，Gallagher給出的關於這些數列中的小質數的個數的良好估計(Gallagher 1970)，讓人可估計陣列中的質數數量，而這保證了至少一個橫行或區間會包含至少特定數量的質數。